# Угаритски език
Угаритският език е мъртъв северозападен семитски език, използван в края на II хилядолетие пр. Хр. в древния град Угарит в днешна Сирия. Известен е от археологическите изследвания на този град, като за пръв път е установен през 1929 година.